# Карачаево-Черкесская автономная область
Карачаево-Черкесская автономная область (КЧАО) — административно-территориальная единица в РСФСР, существовавшая с 12 января 1922 по 26 апреля 1926 и с 11 февраля 1957 по 16 мая 1992.
Административный центр — город Черкесск.

## История
Область была образована 12 января 1922 года из большей части территории Баталпашинского отдела Кубано-Черноморской области и Карачаевского национального округа Горской АССР с центром в станице Баталпашинской.
С 16 октября 1924 года область в составе Северо-Кавказского края.
26 апреля 1926 года область была разделена на Карачаевскую автономную область и Черкесский национальный округ, а Баталпашинский район был передан в Северо-Кавказский край.
После реабилитации карачаевцев 11 февраля 1957 года Черкесская автономная область была преобразована в Карачаево-Черкесскую АО в составе Ставропольского края. Ей были также переданы Зеленчукский, Карачаевский и Усть-Джегутинский районы Ставропольского края.
30 ноября 1990 года Карачаево-Черкесская АО объявила о выходе из состава Ставропольского края и создании Карачаево-Черкесской Советской Социалистической Республикой (КЧССР) в составе РСФСР.
15 декабря 1990 года выход Карачаево-Черкесии из состава Ставропольского края был узаконен Вторым съездом народных депутатов РСФСР, внесшим изменения в Конституцию РСФСР, по которым автономные области выводились из составов краёв, куда входили.
3 июля 1991 года Верховный Совет РСФСР внес в российскую конституцию поправку, преобразовавшую Карачаево-Черкесскую автономную область в Карачаево-Черкесскую Советскую Социалистическую Республику в составе РСФСР. Данная поправка была внесена на рассмотрение Съезда народных депутатов РСФСР.
21 апреля 1992 года Съезд народных депутатов России принял поправку в конституцию РСФСР, которая преобразовала Карачаево-Черкесскую автономную область в Карачаево-Черкесскую Республику. Поправка вступила в силу с момента опубликования 16 мая 1992 года в «Российской газете».

## Административное деление
По состоянию на 23 марта 1977 года в состав области входили 2 города областного подчинения:
- Карачаевск;
- Черкесск

и 8 районов:
1. Адыге-Хабльский — аул Адыге-Хабль
2. Зеленчукский — ст. Зеленчукская
3. Карачаевский — г. Карачаевск
4. Малокарачаевский — п. Учкекен
5. Прикубанский — п. Кавказский
6. Урупский — ст. Преградная
7. Усть-Джегутинский — г. Усть-Джегута
8. Хабезский — аул Хабез

## Население
Динамика численности населения области:
| Год  | Население, чел. | Источник           |
| ---- | --------------- | ------------------ |
| 1959 | 277 959         | Перепись 1959 года |
| 1970 | 344 651         | Перепись 1970 года |
| 1979 | 368 343         | Перепись 1979 года |
| 1989 | 414 970         | Перепись 1989 года |

Национальный состав населения по переписи 1989 года:
| Национальность | Население, чел. | Доля в общем населении, % |
| -------------- | --------------- | ------------------------- |
| Русские        | 175 931         | 42,4                      |
| Карачаевцы     | 129 449         | 31,2                      |
| Черкесы        | 40 241          | 9,7                       |
| Абазины        | 27 475          | 6,6                       |
| Ногайцы        | 12 993          | 3,1                       |
| Украинцы       | 6 308           | 1,5                       |
| Осетины        | 3 806           | 0,9                       |
| Татары         | 2 496           | 0,6                       |
| Греки          | 1 630           | 0,4                       |
| Всего          | 414 970         | 100                       |